# Stade Georges-Gratiant
 (septembre 2024).
Si vous disposez d'ouvrages ou d'articles de référence ou si vous connaissez des sites web de qualité traitant du thème abordé ici, merci de compléter l'article en donnant les références utiles à sa vérifiabilité et en les liant à la section « Notes et références ».
Le stade Georges Gratiant est situé dans la ville du Lamentin en Martinique.
C'est le deuxième plus grand stade de la Martinique après le Stade Pierre Aliker.
Sa capacité est de 10 000 places. Le stade est également équipé d'une piste d'athlétisme en mauvais état, provoquant de nombreuses blessures aux athlètes, et d'un éclairage nocturne. L'Aiglon du Lamentin, club phare de la ville du Lamentin, joue les compétitions officielles (championnat et coupes) sur le stade Georges Gratiant.

## Histoire
- Au début des années 1980, Georges Gratiant à l'époque maire du Lamentin et son conseil municipal décident de construire un grand stade au Lamentin.
- 1988, inauguration du Stade de Place d'Armes.
- 1993, le stade de Place d'Armes a été baptisé du nom de l'avocat et homme politique martiniquais Georges Gratiant (maire du Lamentin de 1959 à 1989, conseiller général et régional et président du conseil général de la Martinique de 1946 à 1947).
- En 1988, le Stade Georges Gratiant a accueilli la phase finale du tournoi de la Caribbean Football Union (Championnat de la Caraïbe des Nations de football) remporté par Équipe de Trinité-et-Tobago de football.
- Le 8 novembre 2005, l'équipe de France de football lors de son passage en Martinique s'est entraînée sur le stade Georges Gratiant avant sa rencontre le 9 novembre face à l'Équipe du Costa Rica de football au Stade Pierre Aliker.